# Oscar Reutersvärd
Oscar Reutersvärd, né en 1915 à Stockholm et décédé le 2 février 2002 en Suède, est un artiste qui a introduit l'art des objets impossibles.
Il est parfois surnommé « le père de l'impossible » et est un précurseur de Roger Penrose et de Maurits Cornelis Escher.
Reutersvärd est notamment à l'origine du triangle de Penrose, nommé selon Roger Penrose mais que Reutersvärd découvrit auparavant.
Il y a eu de nombreux livres publiés sur ses œuvres en suédois, anglais, polonais et russe.

Triangle de Penrose.